# Karl Penka
Karl Penka (Müglitz, 26 ottobre 1847 – Vienna, 10 febbraio 1912) è stato un antropologo austriaco.
Nato a Müglitz, Moravia (ora Mohelnice, Repubblica Ceca), dal 1873 fino al 1906 Penka fu maestro al Maximiliansgymnasium, una scuola superiore per ragazzi, a Vienna.
Penka studiò antropologia dal punto di vista della linguistica comparata e prese un particolare interesse per le origini dei popoli indoeuropei. Egli utilizzò il termine ariano in campo linguistico e fu lui che rese popolare la teoria secondo la quale la cosiddetta razza ariana, caratterizzata da occhi azzurri e capelli biondi, emerse in Scandinavia nella preistoria. Nel suo Origines Ariacae ("Origini degli ariani ') del 1883 propose che la patria primitiva indoeuropea era da ricercare nel lontano nord, l'Iperborea dell'antichità. Penka è stato definito" una figura di transizione tra arianesimo e Nordicismo. 
Penka morì a Vienna nel 1912. Egli è ora visto come un pioniere delle teorie razziste e antisemite in etnologia.

## Opere principali
- Die Nominalflexion der indogermanischen Sprachen (Vienna, 1878)
- Origines Ariacae. Linguistisch-ethnologische Untersuchungen zur ältesten Geschichte der arischen Völker und Sprachen (Vienna, 1883)
- Die Herkunft der Arier. Neue Beiträge zur historischen Anthropologie der europäischen Völker (Vienna, 1886)
- 'Entstehung der arischen Rasse' in Das Ausland (1891), from p. 132
- Neue Hypothesen über die Urheimat der Arier (Leipzig, 1906)
- O. Schraders Hypothese von der südrussischen Urheimat der Indogermanen (Leipzig, 1908, in series Beiträge zur Rassenkunde, 6)